# 欧扎斯
欧扎斯（法語：Auzas，法語發音：[ozas]）是法国上加龙省的一个市镇，属于圣戈当区。

## 地理
欧扎斯（43°10'10"N, 0°53'1"E）面积7.89 平方千米，位于法国奧克西塔尼大區上加龙省，该省份为法国西南部内陆省份，西南端与西班牙接壤，自此顺时针与上比利牛斯省、热尔省、塔恩-加龙省、塔恩省、奥德省和阿列日省接壤。
与欧扎斯接壤的市镇（或旧市镇、城区）包括：阿尔诺吉耶姆、奥瑞纳、布赞、卡兹讷沃蒙托、勒弗雷谢、拉菲特图皮耶尔、芒西乌、普鲁皮亚里。
欧扎斯的时区为UTC+01:00、UTC+02:00（夏令时）。

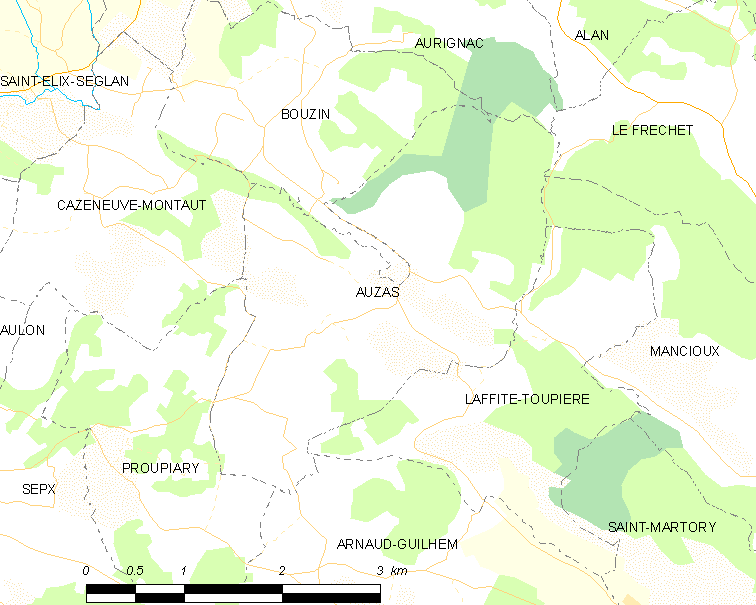
欧扎斯的OSM定位图

## 行政
欧扎斯的邮政编码为31360，INSEE市镇编码为31034。

## 政治
欧扎斯所属的省级选区为巴涅尔德吕雄县。

## 人口

1962-2008年间欧扎斯人口变化图示

欧扎斯于2022年1月1日时的人口数量为222人。